# Longitarsus aeneicollis
Longitarsus aeneicollis  (лат.) — вид листоедов (Chrysomelidae) из подсемейства козявок (Galerucinae). Распространён в Средиземноморском субрегионе, Азербайджане и Грузии. Взрослые жуки и их личинки питаются листьями крестовника (Senecio) и воробейника лекарственного (Lithospermum officinale).

## Вариетет
- Longitarsus atricillus var. similis Weise, 1893